# Khan Chittenden
Khan Chittenden, född 1983 i Nya Zeeland, är en australisk skådespelare.

## Biografi
Chittenden föddes på Nya Zeeland. Han tillbringade sin tidiga barndom i bushen på Coromandelhalvön innan han flyttade till Auckland. Det var här han först deltog i dramakurser och de följande tre åren medverkade han i skolpjäser, i debatter, egna stand-up nummer och magiska shower. Vid 11 års ålder emigrerade han, hans mor och hans yngre bror till Perth i Australien. Hans mor skickade honom till en audition för en roll i en lokalproducerad barnserie på TV, The Gift for Barron Entertainment. Han fick rollen som Leo McCormack.
Chittenden gick på WAAPA (West Australian Academy of Performing Arts) från 2002 tills han fick rollen som Dean "The Edge" Edgely i den australiska serien Blue Water High 2005. Under sin tid på WAAPA deltog han i följande produktioner: Merry-Go-Round, Pillars of Society, Much Ado About Nothing, Epsom Downs, Scenes From The Big Picture, Buried Child och Macbeth. Han har också gjort reklam för Awsome Children's Festival och dykt upp i en del kortfilmer.

## Filmer
- West (2007)
- Clubland (2007)
- Dangerous (2007)TV
- Wobbegong (2006)
- The Caterpillar Wish (2006)
- The Alice (2005) TV
- Blue Water High (2005, 2006) TV
- The Gift (1997) TV